# Пушкаші (комуна)
Пушкаші (рум. Pușcași) — комуна у повіті Васлуй в Румунії. До складу комуни входять такі села (дані про населення за 2002 рік):
- Валя-Тиргулуй (179 осіб)
- Пояна-луй-Алекса (369 осіб)
- Пушкаші (2279 осіб) — адміністративний центр комуни
- Тейшору (544 особи)

Комуна розташована на відстані 271 км на північний схід від Бухареста, 6 км на захід від Васлуя, 59 км на південь від Ясс, 136 км на північ від Галаца.

## Населення
У 2009 року у комуні проживали 3693 особи.